# Президентские выборы в Зимбабве (2013)
Президентские выборы в Зимбабве прошли 31 июля 2013 года.

## Предвыборная обстановка
Африканский национальный союз Зимбабве — Патриотический фронт (ZANU-PF) выдвинула кандидатом действующего президента Роберта Мугабе. Выборы прошли после того, как был одобрен проект новой Конституции на конституционном референдуме. Избирательная кампания в стране проходила спокойно, об угрозах и запугивании избирателей сообщений не поступало.
3 августа Центризбиркомом Зимбабве было объявлено, что Роберт Мугабе в очередной раз выиграл президентские выборы с результатом в более чем 60 %. Оппозиция результаты выборов бойкотировала.

## Результаты
| Кандидаты                                                           | Кандидаты                  | Партия                                                                  | Голоса    | %     |
| ------------------------------------------------------------------- | -------------------------- | ----------------------------------------------------------------------- | --------- | ----- |
|                                                                     | Роберт Мугабе              | Африканский национальный союз Зимбабве — Патриотический фронт (ZANU-PF) | 2 110 434 | 61,09 |
|                                                                     | Морган Цвангираи           | Движение за демократические перемены — Цвангираи (MDC-T)                | 1 172 349 | 33,94 |
|                                                                     | Велшман Нкубе              | Движение за демократические перемены — Нкубе (MDC-N)                    | 92 637    | 2,68  |
|                                                                     | Думисо Дабенгва            | Союз африканского народа Зимбабве (ZAPU)                                | 25 416    | 0,74  |
|                                                                     | Кисиноти Мукваже           | Партия развития Зимбабве (ZDP)                                          | 9931      | 0,29  |
| Недействительные бюллетени                                          | Недействительные бюллетени | Недействительные бюллетени                                              | 69 280    | -     |
| Всего                                                               | Всего                      | Всего                                                                   | 3 480 047 | 100   |
| Источник: ZEC Архивная копия от 19 сентября 2013 на Wayback Machine |                            |                                                                         |           |       |

## Нарушения и попытки оспорить результаты выборов
Центр поддержки избирательной кампании Зимбабве, осуществлявший мониторинг выборов, указал на следующие нарушения:
- Непропорционально большое число проголосовавших избирателей в возрасте 70 лет и старше. По переписи 2012 года в Зимбабве таких было более 402 тыс. человек, но на выборах 2013 года среди проголосовавших их было более 667 тыс.
- Непропорционально низкое число проголосовавшей молодежи. В 2012 году лиц от 18 до 30 лет было в Зимбабве около 2741 тыс., но на выборах 2013 года проголосовали только около 810 тыс. представителей этой возрастной категории.
- Непропорционально высокая доля проголосовавших сельских избирателей и слишком низкая доля проголосовавших горожан. На выборах 2013 года проголосовали 99,97 % сельских избирателей и только 67,94 % городских избирателей. Избирательная комиссия признала, что себя в списках избирателей не нашли около 305 тыс. человек.

Премьер-министр Зимбабве Морган Цвангираи 9 августа подал в суд, чтобы оспорить результаты президентских и парламентских выборов.

## Международная реакция
- Африканский союз — Африканский союз заявил, что выборы были «свободными, честными и заслуживающими доверия».[10]
- ЮАР — президент Джейкоб Зума поздравил Мугабе с его седьмым президентским сроком. МИД страны выступил с заявлением, где говорилось, что «Президент Зума призывает все политические партии в Зимбабве признать результаты выборов, так как наблюдатели сообщают, что на них была выражена воля народа».
- Австралия — министр иностранных дел Боб Карр отозвался о выборах критически: «Судя по всему, большое количество избирателей было отстранено от участия в голосовании, что серьёзно снижает доверие к результатам выборов. Высказывая свои сомнения насчёт результатов, Австралия призывает к проведению повторных выборов, основанных на проверенных и согласованных списках избирателей».
- ЕС — Верховный представитель Союза по иностранным делам и политике безопасности Кэтрин Эштон сказала: «ЕС выражает озабоченность по поводу ошибок и ограниченного участия в голосовании, которые, как утверждается, имели место, а также по поводу выявленных слабостей в проведении избирательного процесса и недостатка прозрачности.»
- Россия — президент Владимир Путин поздравил Мугабе с победой и Зимбабве с проведением «мирных и достоверных выборов».
- Великобритания — министр иностранных дел Уильям Хейг выразил «глубокую обеспокоенность» насчёт хода выборов. Хейг заявил, что существуют «серьёзные вопросы» о достоверности выборов ввиду несоблюдения правил как во время избирательной кампании, так и в день голосования.
- США — Соединённые Штаты заявили, что результаты не были «достоверно выражающими волю народа Зимбабве».